# Eburia cruciata
Eburia cruciata là một loài bọ cánh cứng trong họ Cerambycidae.